# Rugby a 15 ai Giochi asiatici
Il rugby a 15 ai Giochi asiatici è stato presente per due edizioni dei Giochi, la XIII edizione disputata a Bangkok nel 1998 e l'edizione successiva che si è svolta a Pusan nel 2002. Ad aggiudicarsi il titolo entrambe le volte è stata la Corea del Sud. 
Dal 2002 l'unica competizione di rugby che si è continuata a disputare è quella di rugby a 7.

## Edizioni
| 1998 Dettagli | Bangkok | Corea del Sud | 21 – 17           | Giappone | Taipei cinese | 38 – 20           | Sri Lanka |
| 2002 Dettagli | Pusan   | Corea del Sud | Classifica finale | Giappone | Taipei cinese | Classifica finale | Sri Lanka |